# Ханджян Григор Сепухович
Григор Сепухович Ханджян (вірм. Գրիգոր Սեպուհի ԽանջյանԳրիգոր Սեպուհի Խանջյան, 29 листопада 1926, Єреван, СРСР — 19 квітня 2000, Єреван, Вірменія) — вірменський радянський живописець і графік.
Академік АМ СРСР (1973; член-кореспондент з 1962). Народний художник СРСР (1983). Лауреат Державної премії СРСР (1969).
Автор переважно жанрово-пейзажних картин і пройнятих драматизмом, побудованих на різких світлотіньових контрастах ілюстрацій та графічних серій на теми з життя вірменського народу.

## Біографія
Народився 29 листопада 1926 року в Єревані.
У 1945 році закінчив Ереванское художнє училище імені Ф. Терлемезяна.
Навчався в Єреванському художньому інституті (1945-1951) у А. В. Бекаряна, Е. А. Ісабекяна.
Член Спілки художників СРСР з 1953 року, в 1963 році обраний членом правління СХ СРСР (1963). Також був членом правління Спілки художників Вірменської РСР.
Член Президії Верховного Ради Армянской ССР, депутат IX скликання Верховного Ради Армянской ССР (1975),Заслужений працівник мистецтва Вірменської РСР (1973, член-кореспондент з 1962), академік АН Вірменської РСР (1990, член-кореспондент з 1982).
Помер 19 квітня 2000 року в Єревані.

## Творчість
Григор Ханджян один з майстрів образотворчого мистецтва Вірменії. Художню кар'єру починав як живописець. Його полотна і перші ілюстрації для книг Вірменських письменників і поетів показали схильність художника до ліризму і любов до деталей. У більш пізніх роботах Ханджяна історія Вірменії стає головним предметом його творчості. Ханджян один з майстрів образотворчого мистецтва Вірменії.
Відомий як живописець, книжковий ілюстратор і дизайнер великомасштабних гобеленів на історичну тематику. Відтворюючи в своїй творчості кращі традиції вірменського мистецтва, Ханджян адресує свої роботи багатонаціональної публіці.
Ілюстрував роман «Рани Вірменії» (1959) Хачатура Абовяна, поему «Невгамовне дзвіниця» (1968) Паруйра Севака. Створив ескізи для гобеленів на історичну тему: «Вардананк» і «Вірменський Алфавіт» (1981).

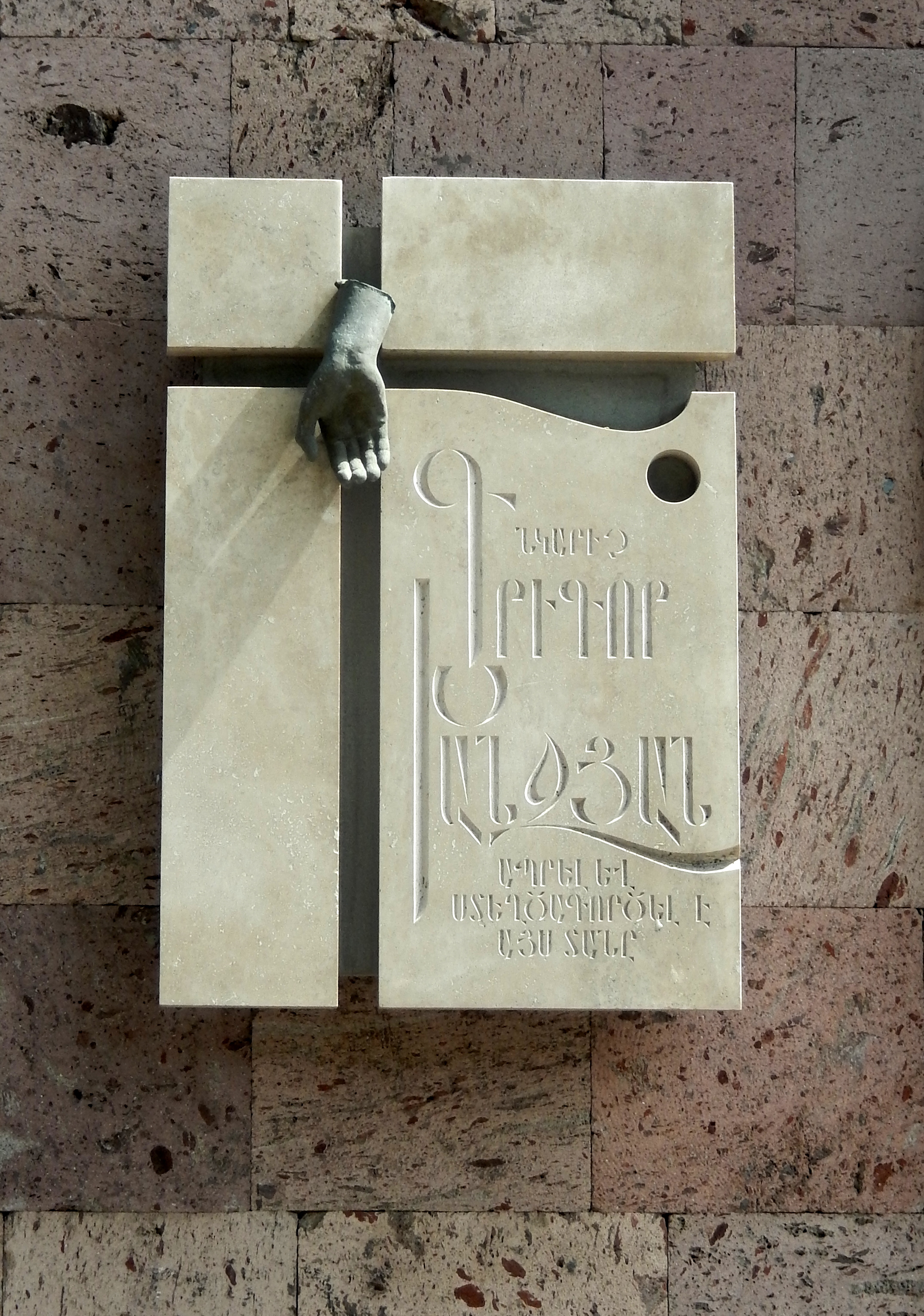
Меморіальна дошка на будинку в Єревані, де жив Григор Ханджян (вул. Киевян, 24)

Ілюстрації, які висвітлюють інший аспект історії Вірменії, зроблені Ханджяном для поеми Севака «Невгамовне дзвіниця». Центральна постать поеми — композитор Комітас, її головна тема — історія життя і смерті композитора.
На ескізах Ханджяна для гобеленів також відображені події Вірменської історії: сцени битви з Персами 451 року, очолюваного Варданом Мамиконяном; і створення Вірменського алфавіту Месропом Маштоцем в 405 році.
З середини сімдесятих головною темою робіт Ханджяна стають натюрморти.

## Нагороди та премії
- заслужений діяч мистецтв Вірменської РСР (1962)
- народний художник Вірменської РСР (1967)
- народний художник СРСР (1983)
- орден Трудового Червоного Прапора (02.12.1976)
- орден «Знак Пошани» (27.06.1956)
- Державна премія СРСР (1969) — за ілюстрації та оформлення книги П. Р. Севака «Несмолкающая дзвіниця» (1953-1965)
- Державна премія Вірменської РСР (1983)
- Почесний громадянин Єревана (1986)
- медаль всесвітньої виставки образотворчих мистецтв у Брюсселі (бронзова, 1958)
- медаль всесвітньої виставки образотворчих мистецтв у Москві (золота, 1957)